# بزرگراه ۹ (عراق)
بزرگراه ۹ یک بزرگراه در عراق می‌باشد که از کربلا، نجف تا قادسیه گسترده شده‌است.